# Clemenzopening
In het schaken is de Clemenzopening een opening beginnend met 1.h3. De Clemenzopening wordt beschouwd als een onorthodoxe opening en staat in de Encyclopedie der Schaakopeningen onder de code A00 (ongebruikelijke openingszetten).

## Theorie en principes
Deze flankspelopening wordt over het algemeen beschouwd als een passieve of afwachtende openingszet, dewelke niet strijdt om de controle over het midden van het bord, noch helpt bij het ontwikkelen van stukken. Ze verzwakt daarenboven de koningszijde van wit, zij het in veel mindere mate dan bijvoorbeeld de Grobopening.
De meest gebruikelijke tegenzeten voor zwart zijn 1.e5 of 1.d5. Een beperkt voordeel dat hieruit kan volgen is dat wit als het ware de 'zwarte zijde' van de dubbele Konings- of Damepionopening kan spelen, waarbij wit echter de controle heeft over het vak g4 (en dus een toekomstige zwarte zet Lg4 tegenhoudt). De zet 1.h3 vermijdt daarnaast ook dat er na een korte rokade risico is op mat achter de paaltjes.
De Clemenzopening kan nut hebben als afwachtende openingszet en is zeker speelbaar als wit veel theoretische kennis heeft voor beide kleuren. Aangezien hij het startvoordeel van wit grotendeels weggeeft, wordt hij echter zelden gespeeld.

### Subvarianten
Onderstaande lijst bevat de benoemde voortzettingen op de Clemenzopening.
| Subvariant                                    | Notatie         |
| --------------------------------------------- | --------------- |
| Globale opening                               | 1.h3 e5 2.a3    |
| Creepy Crawly-formatie: klassieke verdediging | 1.h3 d5 2.a3 e5 |
| Spike Lee-gambiet                             | 1.h3 h5 2.g4    |

## Geschiedenis en naamgeving
De opening is vernoemd naar de Estse schaakspeler Hermann Clemenz (1846-1908). Diens naam werd aan de opening verbonden nadat hij deze speelde in een blindschaakpartij voor publiek in Sint-Petersburg in 1873.
Hij was echter niet de eerste om deze te spelen, zo was 1.h3 de openingszet in een vriendschappelijk spel tussen Charles Mead en Paul Morphy in New York in 1857. Ze wordt daarom soms ook wel de Mead's opening genoemd. Andere namen die soms gebruikt worden zijn de Basman's opening (naar IM Michael Basman, die er meermaals mee won in de jaren 1990) of de de Klerk's opening.